# Noidant-le-Rocheux
Noidant-le-Rocheux är en kommun i departementet Haute-Marne i regionen Grand Est (tidigare regionen Champagne-Ardenne) i nordöstra Frankrike. Kommunen ligger i kantonen Langres som tillhör arrondissementet Langres. År 2022 hade Noidant-le-Rocheux 162 invånare.

## Befolkningsutveckling
Antalet invånare i kommunen Noidant-le-Rocheux
| Referens: INSEE |